# OFC Bdin Vidin
El OFC Bdin Vidin (en búlgaro: ОФК Бдин) es un equipo de fútbol de Bulgaria que juega en la V AFG, tercera división de fútbol en el país.

## Historia
Fue fundado en el año 1923 en la ciudad de Vidin con el nombre Viktoria 23, aunque cambió su nombre por el actual tras finalizar la Segunda Guerra Mundial.
En la temporada 1946 llegó a las semifinales del desaparecido Campeonato de la República de Bulgaria cuando el país estaba bajo control de la Unión Soviética, y para la temporada 1848/49 juega por primera vez en la A PFG, terminando en noveno lugar de la temporada ganando solo dos partidos de los 18 que jugó bajo el nombre Benkovski.